# Phaonia neglecta
Phaonia neglecta är en tvåvingeart som beskrevs av Huckett 1966. Phaonia neglecta ingår i släktet Phaonia och familjen husflugor. Inga underarter finns listade i Catalogue of Life.